# بي. جاي تاكر
بي. جاي تاكر (بالإنجليزية: B. J. Tucker)‏ هو لاعب كرة قدم أمريكية ولاعب كرة قدم كندية أمريكي، ولد في 12 أكتوبر 1980 في فريتاون في سيراليون.

## وصلات خارجية
- بي. جاي تاكر على موقع الاتحاد الدولي لألعاب القوى (الإنجليزية)
- بي. جاي تاكر على موقع مرجع كرة القدم المحترفة.كوم (الإنجليزية)